# 등뼈
등뼈(영어: thoracic vertebra) 또는 흉추(胸椎) 또는 등척추뼈 또는 흉추골은 인체해부학에서 척추의 중간부위를 차지하는 구조물로, 목뼈와 허리뼈 사이에 위치한다. 척주에서 등뼈는 총 12개로 구성된다. 척주는 위에서 아래로 내려갈수록 척추뼈의 크기가 커지므로, 크기는 목뼈와 허리뼈의 중간크기이다. 등뼈끼리도 크기가 차이나서, 제1등뼈는 제12등뼈보다 훨씬 크기가 작다. 다른 척추뼈와 달리, 등뼈는 척추뼈몸통 옆에 갈비뼈 머리와 연결되는 관절면이 있는 점이 특징이다. 또한, 제11등뼈와 제12등뼈를 제외하고, 가로돌기(transverse process)에 갈비뼈 결절(tubercle)과 연결되는 관절면이 있다는 점도 다른 척추뼈와 구분되는 특징이다.

## 일반적 특징
다음 내용은 제2~8등뼈의 공통적 특징이다. 제1등뼈와 제9~12등뼈는 약간의 차이점이 있으므로 따로 기술한다.
척추뼈몸통(vertebral body)은 위에서 봤을 때 앞뒤로 넓은 하트모양이다. 그 모양은 목뼈와 가까울수록 목뼈와 비슷하고, 허리뼈와 가까울수록 허리뼈와 비슷해진다. 몸통은 뒤쪽이 앞쪽보다 두껍고, 위아래면은 평평하며, 옆면은 앞쪽은 볼록하고 뒤쪽은 오목하다. 몸통 위아래에는 갈비뼈와 만나는 두쌍의 반관절면(demi-facet)이 있는데, 위의 것은 척추뼈뿌리(pedicle)와 가깝게, 아래의 것은 아래척추뼈패임(inf. vertebral notch)의 앞에 위치한다. 갈비뼈는 일반적으로 등뼈와 등뼈 사이에 관절면을 형성하므로, 하나의 등뼈 아래관절면과 다음 등뼈의 위관절면이 함께 갈비뼈 한개와 결합한다. 따라서 관절면이 완전하게 원형이기보다는 반원같은 느낌이며, 이러한 관절면을 반(半)관절면(demi-facet)이라고 부른다.
척추뼈뿌리(vertebral pedicle)는 척추뼈몸통에서 후하방을 향하는 구조물로 아래척추뼈패임이 이곳에 위치한다. 등뼈의 아래척추뼈패임은 척주의 다른 척추뼈보다 깊고 크다.
척추뼈고리판(lamina of vertebral arch)는 넓고 두꺼우며, 마치 지붕 기와처럼 위아래 척추뼈의 척추뼈고리판과 차곡차곡 겹쳐진다.
척추뼈구멍(vertebral foramen)은 작고 둥근 모양이다.
가시돌기(spinous process)는 비스듬히 아래쪽을 향하는 기다란 구조물로, 관상면을 보면 삼각형으로 보인다. 가시돌기의 끝부분은 결절(tubercle)로 구성되어있다. 제5등뼈~제8등뼈까지의 가시돌기는 서로 겹쳐지며, 다른 척추뼈는 돌기의 각도가 완만하여 서로 겹쳐지지 않는다.
위관절돌기(superior articular processes)는 얇은 판모양으로, 척추뼈뿌리와 척추뼈고리판이 만나는 곳에서 위쪽을 향해 위치한다. 관절면은 평평하고, 후방을 향하며 살짝 외상방으로 향한다.
아래관절돌기(inferior articular processes)는 척추뼈고리판에 융합되다시피 붙어있지만 식별 가능할 정도로 충분히 뻗어나와 있다. 관절면은 전방을 향하고 살짝 내하방으로 향한다.
가로돌기(transverse processes)는 위관절돌기와 척추뼈뿌리 뒤쪽에서 뻗어나온다. 가로돌기는 두껍고 단단하며, 뒤쪽 바깥쪽으로 비스듬한 방향이다. 돌기의 끝은 뭉툭하여 갈비뼈의 결절과 관절을 형성하므로 표면에 작은 오목한 구조물이 있다.

## 각 등뼈의 특징

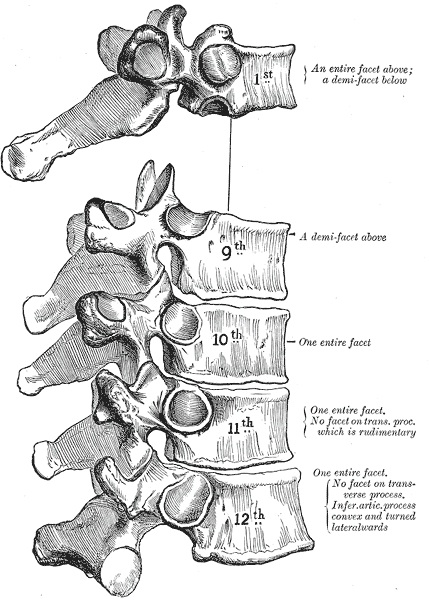
제1등뼈와 제9~12등뼈는 다른 특징이 있다

### 제1등뼈
제1등뼈는 척추뼈몸통의 양쪽에 커다란 완전관절면이 있어 제1갈비뼈의 머리와 관절을 형성한다. 몸통 아래쪽에는 반관절면이 한쌍 있는데, 제2등뼈 위쪽에 있는 반관절면과 함께 제2갈비뼈의 머리와 관절을 형성한다.
척추뼈몸통은 목뼈의 모양과 비슷하여 좌우로 넓다. 윗면은 오목하고 아랫면은 입술같은 모양이다. 위관절면은 후하방을 향한다. 관절돌기는 두껍고 길며 거의 수평방향을 향한다. 가로돌기는 길고, 위척추뼈패임은 다른 등뼈들에 비해 깊숙하다.
제1가슴신경(T1)이 제1등뼈 아래로 나간다.

### 제2등뼈
제2가슴신경(T2)이 제2등뼈 아래로 나간다.

### 제3등뼈
제3가슴신경(T3)이 제3등뼈 아래로 나간다.

### 제4등뼈
제4가슴신경(T4)이 제4등뼈 아래로 나간다.

### 제5등뼈

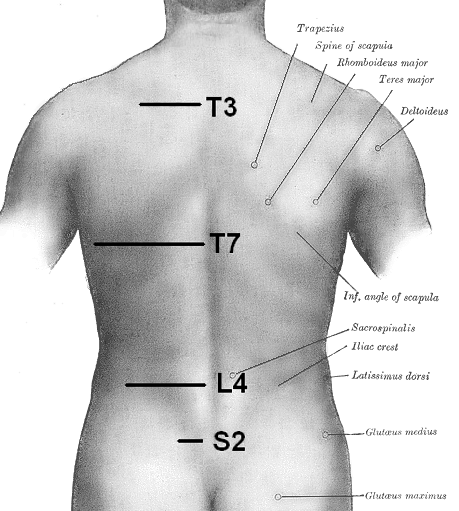
T3와 T7의 대략적 위치. 어깨뼈가시와 어깨뼈아래각이 기준이된다

제5가슴신경(T5)이 제5등뼈 아래로 나간다.

### 제6등뼈
제6가슴신경(T6)이 제6등뼈 아래로 나간다.

### 제7등뼈
제7가슴신경(T7)이 제7등뼈 아래로 나간다.

### 제8등뼈
제8가슴신경(T8)이 제8등뼈 아래로 나간다.

### 제9등뼈
제9등뼈는 대개 위쪽에만 반관절면 한쌍이 있고, 아래에는 관절면이 없는데, 사람에 따라 위아래로 2쌍의 반관절면을 갖는 경우가 있다. 이 경우는 제10척추가 완전관절면이 아닌 반관절면을 가지고 있는 경우이다.
제9가슴신경(T9)이 제9등뼈 아래로 나간다.

### 제10등뼈
제10등뼈는 좌우 관절면이 모두 완전관절면으로서, 척추뼈고리판의 약간 옆면쪽에 붙어있다. 아래쪽엔 아무런 관절면도 없다. 왜냐하면 제10등뼈 이하 갈비뼈들은 하나의 완전관절면에 각각 하나의 갈비뼈 머리가 대응되기 때문이다.
제10가슴신경(T10)이 제10등뼈 아래로 나간다.

### 제11등뼈
제11등뼈부터 척추뼈몸통은 허리뼈의 척추뼈몸통과 크기와 모양이 유사해진다.
갈비뼈 머리와 만나는 관절면은 크기가 크고 일반적으로 척추뼈고리판 위에 위치한다. 제11등뼈와 제12등뼈의 척추뼈고리판은 다른 어떤 등뼈보다 단단하고 두껍다.
가시돌기는 짧고, 거의 수평방향으로 뻗는다.
가로돌기는 매우 짧고, 돌기 끝에는 결절이 있으며, 관절면은 없다.
제11가슴신경(T11)이 제11등뼈 아래로 나간다.

### 제12등뼈
제12등뼈는 제11등뼈와 일반적 특징이 비슷하다. 그러나 제12등뼈는 아래관절면이 볼록하고 바깥쪽을 향하고 있으며, 몸통, 척추뼈고리판, 가시돌기 등이 좀더 허리뼈와 비슷한 모양이다. 또, 가로돌기에는 위/아래/바깥 세 종류의 결절이 있다. 위결절과 아래결절은 각각 허리뼈의 꼭지돌기(mammillary process)와 덧돌기(accessory process)에 상응한다. 제12등뼈만큼 뚜렷하지는 않지만, 각 결절의 위치를 따라 위로 추적해 올라가면 제10척추와 제11척추에도 이에 해당하는 구조물을 발견할 수 있다.
제12가슴신경(T12)이 제12등뼈 아래로 나간다.

## 추가 이미지

척주
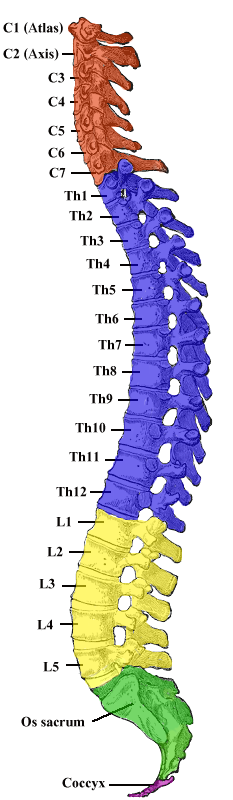
척주
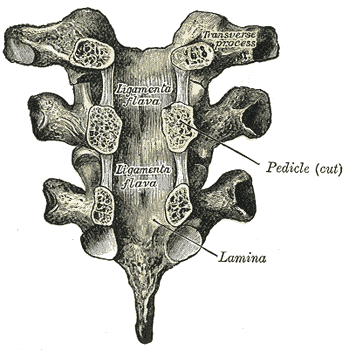
앞에서 바라본 척추뼈고리(vertebral arch)
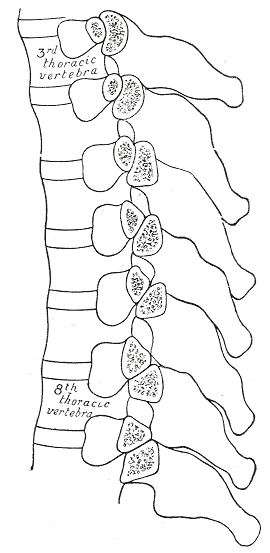
제3~7등뼈의 갈비가로돌기관절(costotransverse joints) 단면

## 같이 보기
- 척추
- 목뼈
- 허리뼈
- 가슴
- 허리
- 복장뼈